# Be’er Ja’akow
Be’er Ja’akow (hebr.: באר יעקב) – samorząd lokalny położony w Dystrykcie Centralnym, w Izraelu.

## Historia
Osiedle zostało założone w 1907 roku przez żydowskich imigrantów z Dagestanu.

## Demografia
Zgodnie z danymi Izraelskiego Centrum Danych Statystycznych w 2006 roku w mieście żyło 9,4 tys. mieszkańców, wszyscy Żydzi.
Populacja miasta pod względem wieku:
| Wiek (w latach) | Procent populacji w % |
| --------------- | --------------------- |
| 0-4             | 6,8%                  |
| 5-9             | 7,4%                  |
| 10-14           | 10,0%                 |
| 15-19           | 15,0%                 |
| 20-29           | 15,1%                 |
| 30-44           | 18,3%                 |
| 45-59           | 16,5%                 |
| ponad 60        | 10,9%                 |

Źródło danych: Central Bureau of Statistics.

## Komunikacja
W południowej części miasta znajduje się stacja kolejowa Be’er Ja’akow. Pociągi z Beer Ya'aqov jadą do Lod, Tel Awiwu, Bene Berak, Petach Tikwa, Rosz ha-Ajin, Kefar Sawy, Naharijji, Hajfy, Riszon le-Cijjon, Binjamina-Giwat Ada, Netanii, Rechowot i Aszkelonu.